# VGN-Klasse AG
Die Klasse AG der US-amerikanischen Virginian Railway (VGN), auch unter dem Namen Blue Ridge bekannt, war eine Baureihe vierzylindriger Gelenklokomotiven mit einfacher Dampfdehnung, die 1945 bei den Lima Locomotive Works in Lima (Ohio) für den schweren und schnellen Güterzugdienst gebaut wurde. Die Lokomotiven entsprachen technisch weitgehend der ab 1941 gebauten Klasse H-8 der Chesapeake and Ohio Railway (C&O) und gehörten zu den leistungsfähigsten Dampflokomotiven der Welt.

## Geschichte
Um ältere Lokomotiven der Bauart Mallet zu ersetzen, bestellte die Virginian Railway (VGN) während des Zweiten Weltkriegs bei den Lima Locomotive Works 8 Gelenklokomotiven. Der in Lima (Ohio) ansässige Hersteller orientierte sich bei der Entwicklung dieser Lokomotiven an der ab 1941 für die Chesapeake and Ohio Railway (C&O) gebauten Klasse H-8 und nahm nur einige Änderungen, beispielsweise am Dampfkessel, vor, um die Achslasten zu senken. Die zwischen März und Juni 1945 gelieferten und bei der VGN in die Klasse AG eingereihten Maschinen mit den Fabriknummern 8859 bis 8866 erhielten die Betriebsnummern 900 bis 907. Als die C&O nach Kriegsende eine weitere Bestellung über 15 Fahrzeuge der Klasse H-8 aufgab, verwendeten die Lima Locomotive Works die Klasse AG der VGN als Vorbild und bauten nahezu identische Lokomotiven für die C&O. Die Lokomotiven der Klasse AG wurden bei der VGN vor schweren Kohlezügen zwischen Roanoke (Virginia) in den Blue Ridge Mountains und Norfolk (Virginia) am Atlantischen Ozean eingesetzt, weshalb sie unter dem Namen Blue Ridge bekannt waren. Mit der Ablösung durch die wirtschaftlichere Dieseltraktion wurden sie bis 1955 ausgemustert und bis 1960 vollständig verschrottet.

## Technische Beschreibung

### Aufbau im Überblick
Die Lokomotiven der in den Vereinigten Staaten als simple articulated bezeichneten Bauart entsprechen in der Anordnung ihrer Triebwerksgruppen der Bauart Mallet, arbeiten jedoch mit einfacher Dampfdehnung. Die Treib- und Kuppelradsätze der vorderen Triebwerksgruppe sind zusammen mit einem radial einstellbaren führenden Laufradsatz in einem Triebgestell gelagert, welches den Dampfkessel stützt und an seinem hinteren Ende durch einen Drehzapfen mit dem Stahlgusshauptrahmen der Lokomotive verbunden ist. Die Treib- und Kuppelradsätze der hinteren Triebwerksgruppe sind im Hauptrahmen, der standardmäßig als Innenrahmen ausgeführt wurde, gelagert. Dieser ist fest mit dem Dampfkessel verbunden und trägt am hinteren Ende den Führerstand. Unterhalb der Feuerbüchse befindet sich ein dreiachsiges Delta-Schleppgestell. Sämtliche Radsatz- und Stangenlager sind Rollenlager des Herstellers Timken, obwohl die Radsatzlager des Schleppgestells mit ihren Schutzkästen den früher verwendeten Gleitlagern ähneln. Die Dienstmasse der Lokomotive ohne Schlepptender liegt bei 341,6 t, die Reibungsmasse bei 224,5 t und die Dienstmasse mit Schlepptender bei 542,0 t. Die höchste Achslast beträgt 37,4 t und konnte somit um fast 2 t im Vergleich zur Klasse H-8 der C&O gesenkt werden.

### Triebwerk
Alle vier Zylinder werden mit Frischdampf aus dem Kessel versorgt. Der Treibradsatz ist jeweils der dritte Radsatz der Triebwerksgruppe und treibt über Kuppelstangen die beiden davor angeordneten Kuppelradsätze an. Die Regulierung der Dampfzufuhr erfolgt durch eine außenliegende Baker-Steuerung. Die Zylinder weisen einen Innendurchmesser von 572 mm und einen Kolbenhub von 838 mm auf. Die Anfahrzugkraft beträgt 490 kN. Als Schleuderschutz ist eine Sandstreueinrichtung mit zwei Sanddomen auf dem Kesselscheitel vorhanden. Die Sanddome der Klasse AG sind schmaler ausgebildet als die der Klasse H-8 der C&O und haben damit einen geringeren Sandvorrat. Die bei Messfahrten mit der Klasse H-8 ermittelte Dauerleistung an der Kupplung beträgt 5500 kW (7400 PS) bei einer Geschwindigkeit von rund 70 km/h.

### Kessel
Der genietete Dampfkessel ist ein Verbrennungskammerkessel mit einer Leistung von bis zu 6000 kW (8100 PS). Der konisch geformte Langkessel besitzt einem maximalen Außendurchmesser von 2770 mm und besteht aus drei Kesselschüssen. An die 4570 mm lange Stahlfeuerbüchse mit einer Rostfläche von 12,57 m² schließt die 3000 mm lange Verbrennungskammer an. Zur Erhöhung der Verdampfungsleistung sowie zur Verbesserung der Wasserzirkulation im Kessel sind drei Nicholson-Thermosyphons mit einer gemeinsamen Heizfläche von 15,05 m² eingebaut, womit sich für die Feuerbüchse und die Verbrennungskammer zusammen eine Strahlungsheizfläche von 70,8 m² ergibt. Die Heizrohrlänge beträgt 7010 mm. Mit 58 Heizrohren und 219 Rauchrohren besitzt der Kessel eine Rohrheizfläche von 560,5 m² und eine Überhitzerfläche von 271,5 m². Die Verdampfungsheizfläche liegt bei 631,3 m². Der Kesselüberdruck beträgt 17,9 bar und wird von vier Kesselsicherheitsventilen überwacht. Die Rostbeschickung erfolgt durch einen Stoker des Typs MB, hergestellt von der Standard Stoker Company, mit einer Förderleistung von 11,3 t Steinkohle pro Stunde. Der Kessel besitzt mit einer Dampfstrahlspeisepumpe des Typs Nathan 4000C und einer Duplex-Kolbenspeisepumpe des Typs Worthington SA zwei voneinander unabhängige Speiseeinrichtungen. In der Rauchkammer ist für jedes der beiden Triebwerke ein eigenes Blasrohr vorhanden, weshalb die Lokomotive einen Doppelschornstein besitzt. Der ebenfalls in der Rauchkammer untergebrachte und über ein Gestänge auf der rechten Seite des Langkessels bediente Heißdampfregler steuert den Dampfdruck für alle vier Zylinder gemeinsam. Wie bei anderen Gelenklokomotiven sind die beiden dampfbetriebenen Doppelverbundluftpumpen zur Versorgung der Druckluftbremse vor der Rauchkammer angeordnet.

### Schlepptender
Um das Wenden der Lokomotiven auf Drehscheiben zu ermöglichen und dennoch ausreichende Vorräte mitführen zu können, wurden die Schlepptender so kurz und so hoch wie möglich gestaltet. Die Fahrt mit dem Tender voraus ist im Streckeneinsatz nicht möglich, da er die Sichtverhältnisse erheblich beeinträchtigt und die Einrichtung des Führerstandes nur für Vorwärtsfahrten geeignet ist. Der Schlepptender mit einer Dienstmasse von 200,5 t besitzt vorn ein dreiachsiges und hinten ein vierachsiges Drehgestell. Bei der Klasse AG ist der hintere Teil des Tenders, welcher die Wasservorräte beinhaltet, höher als bei der Klasse H-8 und kann so mehr Wasser aufnehmen.